# Svensk uppslagsbok
Svensk uppslagsbok è un'enciclopedia svedese pubblicata tra il 1929 e il 1955, in due edizioni.

## Prima edizione
La prima edizione fu iniziata nel 1929 da Baltiska förlaget AB, ma la pubblicazione fu rilevata da Svensk uppslagsbok AB nel 1931. Questa edizione era composta da 30 volumi più uno supplementare e fu completata nel 1937. Gli articoli pubblicati su Svensk uppslagsbok sono stati scritti da esperti in materia e firmati.
Sul mercato, nella sua terza edizione condensata (1923-1937), entrò in competizione con il Nordisk familjebok e si proponeva di essere accessibile a un vasto pubblico.

## Seconda edizione
Una seconda edizione, completamente rivista, fu pubblicata tra il 1947 e il 1955, e consisteva di 32 volumi. Nel 1945 la casa editrice Svensk uppslagsbok AB venne rinominata Förlagshuset Norden AB.
Per il resto degli anni '50 e fino all'inizio degli anni '70, furono avviati solo progetti enciclopedici svedesi di dimensioni notevolmente più ridotte. La seconda edizione di Svensk uppslagsbok rimase quindi la più recente grande enciclopedia in lingua svedese pubblicata fino alla prima edizione del Bra böckers lexikon, pubblicata nel 1973-1981, e le sue dimensioni furono veramente raggiunte solo quando Nationalencyklopedin fu pubblicata nel periodo 1989-1996.